# Atellaner
Atellaner (fabulæ Atellanæ) var fornitalienska folklustspel, uppkallade efter den oskiska staden Atella. Enligt vissa fungerade Atella som ett antikens Grönköping, dit handlingen ofta förlades.
I Rom blev folkspelen tidigt populära och spelades av maskerade amatörer med bibehållet medborgerligt anseende, senare även av socialt ringaktade yrkesaktörer. Efter att från början ha framförts som improvisationer utan litterära anspråk blev de omkring 90 f. Kr. genom Quintus Novius och Lucius Pomponius blev pjäserna itteraturprodukter. Utmärkande för atellanerna var fyra stående karaktärstyper med fix maskering: Maccus, Bucco och Pappus representerande olika aspekter av dumhet, samt den illmarige och puckelryggige Dossennus. Pjäserna är idag endast kända genom fragment och genom titlarna på ett 100-tal pjäser, av vilka man främst kan bilda sig en grov föreställning om innehållet. Atellanerna gavs ofta liksom grekernas satyrspel som avslutningsspel efter de tragiska skådespelen. På Ciceros tid undanträngdes de av mimen, återvann de sin popularitet under kejsartiden.